# よみうりテレビ制作昼の帯ドラマ
『よみうりテレビ制作昼の帯ドラマ』（よみうりテレビせいさくひるのおびドラマ）は、1965年10月4日 - 1968年8月23日および1977年10月31日 - 1978年3月31日の2期にわたって、よみうりテレビ制作・日本テレビ系列に放送された昼ドラの放送枠である。放送時間は第1期は平日13:30 - 13:45（JST）、第2期は平日13:30 - 13:55（JST）。

## 概要
13:00枠や13:15枠（当初は13:20枠）に続く、3番目の日本テレビ13時台枠の昼ドラで、一貫して系列局のよみうりテレビが制作、当初は1年の長期作だったが、後に（一部を除き）3ヶ月サイクルへ変更した。制作体制は全て外注のテレビ映画で、国際放映、松竹、大映テレビ室、日本電波映画などが制作した。
だがシリーズはわずか3年弱・計8本で一旦廃枠、この後は『奥さま寄席』（第2期）→『奥さま娯楽室』→『ライオンお笑いネットワーク』といった、よみうりテレビ制作の帯演芸番組が継続となる。
それから9年強後の1977年10月より、枠を25分に広げて『うどん一代』で帯ドラマが半年間復活するが、後が続かなかった。よみうりテレビが再び帯ドラマを手がけるのは、『うどん一代』終了の8年後の『花いちばん』となる。

## 放送作品一覧

### 第1期（15分枠時代）

#### 1965年
- 長流（1965年10月4日～1966年9月30日）

#### 1966年
- 女の旅路（1966年10月3日～12月30日）

#### 1967年
- 美貌の影（1967年1月2日～6月30日）
- おんな川（1967年7月3日～10月27日）
- 朝も夜も（1967年10月30日～12月29日）

#### 1968年
- 悪妻なれど（1968年1月8日～3月1日）
- 女ゆえに（1968年3月4日～5月3日）
- 犯人を捜せ!（1968年5月6日～8月23日）

### 第2期（25分枠時代）

#### 1977年
- うどん一代（1977年10月31日 - 1978年3月31日）

## 提供
- 『女の旅路』までは笹岡薬品の全曜日一社提供だったが、『美貌の影』以降は松下電器産業（現：パナソニック）の全曜日一社提供に代わった。
- 『うどん一代』は『愛のサスペンス劇場』・『女の劇場』同様、花王石鹸（現：花王）の一社提供だが、これを以て『愛のサスペンス』時代から続いたNTV花王提供の昼ドラは終了した。

## 備考
- プロ野球日本シリーズの中継を行う際は、他の昼ドラと同様に15時台に繰り下げるといった臨時枠移動を行うことがあった。